# Darwin Jihen
Darwin Jihen (яп. ダーウィン事変 Да:вин дзихэн, «Инцидент Дарвина») — японская манга, написанная и проиллюстрированная Сюном Умэдзавой. С июня 2020 года публикуется в журнале Monthly Afternoon издательства «Коданся». Было объявлено об экранизации в виде аниме-сериала.
К маю 2024 года тираж манги превысил 1,6 миллиона экземпляров. В 2022 году Darwin Jihen получила первое место на премии «Манга тайсё», а также награду «За выдающиеся достижения» на Japan Media Arts Festival.

## Синопсис
Во время спецоперации, проведенной организацией по защите прав животных в институте биологических исследований, обнаруживается беременная шимпанзе, которая родила «хуманзи», получеловека-полушимпанзе. Родившемуся хуманзи дали имя Чарли и отдали на воспитание в семью людей. Он не человек и не животное, но его поведение и чувствительность вызывают интерес в обществе. Чарли не знает, что группа веганских активистов стремится сделать его своим символом.
Поступив в старшую школу, Чарли знакомится умной девочкой Люси, которую обзывают «ботаничкой». Вскоре они становятся друзьями. Однако ALA (Альянс за освобождение животных), который «неоднократно участвовал в террористической деятельности в поисках освобождения животных», причисляет Чарли к своим товарищам и «планирует вовлечь его в терроризм», прибегая к крайним мерам. Это заставляет горожан изменить своё отношение к Чарли и его семье.

## Медиа

### Манга
Манга Darwin Jihen публикуется в журнале Monthly Afternoon издательства «Коданся» с июня 2020 года. Та же компания собрала главы в отдельные танкобоны. Первый том был выпущен 20 ноября 2020 года. По состоянию на 22 мая 2024 года выпущено семь томов.
Во время своей презентации на выставке «Anime NYC 2022» дочерняя компания «Коданся» в США объявила, что лицензировала мангу. Первый том манги на английском языке был выпущен 5 сентября 2023 года.

#### Список томов
| № | Дата выпуска в Японии | ISBN в Японии     |
| - | --------------------- | ----------------- |
| 1 | 20 ноября 2020 года   | 978-4-06-521398-8 |
| 2 | 21 мая 2021 года      | 978-4-06-523314-6 |
| 3 | 22 ноября 2021 года   | 978-4-06-525778-4 |
| 4 | 21 апреля 2022 года   | 978-4-06-527946-5 |
| 5 | 23 марта 2023 года    | 978-4-06-531026-7 |
| 6 | 22 ноября 2023 года   | 978-4-06-533687-8 |
| 7 | 22 мая 2024 года      | 978-4-06-535534-3 |

### Аниме
В мае 2024 года было объявлено, что манга будет экранизирована в виде аниме-сериала.

## Награды
К маю 2024 года тираж Darwin Jihen превысил 1,6 миллиона экземпляров. Манга заняла 10-е место в каталоге «Kono Manga ga Sugoi!» в категории «Лучшая манга для мужчин». Также в 2022 году она получила первое место на премии «Манга тайсё». Darwin Jihen заняла второе место в рейтинге рекомендуемых издателем комиксов 2022 года. Манга получила награду «За выдающиеся достижения» на Japan Media Arts Festival в 2022 году. Она заняла пятое место в рейтинге 1-й премии Late Night Manga Award, проводимой журналом Crea издательства Bungeishunjū в 2022 году. Darwin Jihen была номинирована на «премию Манги Коданся» в общей категории в 2023 году; также была номинирована в 2024 году на ту же премию в той же категории. Манга была удостоена 17-й французской премии от ACBD «Asie de la Critique» в 2023 году. Darwin Jihen была номинирована на премию American Manga Awards от организации Japan Society и аниме-конвенции «Anime NYC» в 2024 году.